# Robinsonia irregularis
Robinsonia irregularis là một loài bướm đêm thuộc phân họ Arctiinae, họ Erebidae.